# جيمس دينتون
جيمس دينتون (بالإنجليزية: James Denton)‏ مواليد 20 يناير 1963 في ناشفيل، الولايات المتحدة، هو ممثل أمريكي بدأ مسيرته الفنية سنة 1993.

## الأعمال
- جاغ (1996)
- الوجه المخلوع (1997) (بدور: باز)
- آلي مكبيل (2000) (بدور: جيمي بندر)
- الجناح الغربي (2000) (بدور: توم جوردان)
- ذا درو كاري شو (2002)
- ربات بيوت يائسات (2004)
- الخادمات المخادعات (2016) (بدور: بيتر هدسون)

## وصلات خارجية
- جيمس دينتون على موقع IMDb (الإنجليزية)
- جيمس دينتون على موقع روتن توميتوز (الإنجليزية)
- جيمس دينتون على موقع ألو سيني (الفرنسية)
- جيمس دينتون على موقع أول موفي (الإنجليزية)
- جيمس دينتون على موقع قاعدة بيانات الأفلام السويدية (السويدية)
- جيمس دينتون على موقع إن إن دي بي (الإنجليزية)
- جيمس دينتون على موقع ديسكوغز (الإنجليزية)
- جيمس دينتون على موقع قاعدة بيانات الفيلم (الإنجليزية)
- جيمس دينتون على موقع كينوبويسك (الروسية)
- الموقع الرسمي